# Selección de fútbol sub-21 de Portugal
La selección nacional sub-21 de fútbol de Portugal está controlada por la Federación Portuguesa de Fútbol (FPF). Su apodo es "Esperanças". Esperança significa esperanza, por lo que representan la esperanza de Portugal para el futuro.
Tras la reorganización de las competiciones juveniles de la UEFA en 1976, se formó la selección portuguesa sub-21. Hasta 1994, el equipo tuvo un historial bastante flojo, no clasificándose para ninguno de los ocho primeros Campeonatos Sub-21 de la UEFA. Desde 1994, el equipo ha mejorado notablemente su historial, clasificándose para cinco de los siguientes siete torneos, incluida la fase final de 2006.
Tras clasificarse para la fase final del torneo de 2006, la UEFA anunció que Portugal albergaría la fase final en mayo y junio. A partir de 2007, los países anfitriones se anunciarán antes de la fase de clasificación y no necesitarán clasificarse.
Convocatoria de la Selección Absoluta Sub-21 para los próximos partidos de preparación de la Eurocopa 2025.
Ubicación actual según el ranking FIFA actualizado a abril de 2025.

## Jugadores
Lista de jugadores convocados para la Eurocopa Sub-21 de 2025.
| Nombre             | Posición       | Edad    | PJ | G   | Club                    |
| ------------------ | -------------- | ------- | -- | --- | ----------------------- |
| Samuel Soares      | Guardameta     | 23 años | 14 | -10 | SL Benfica              |
| João Carvalho      | Guardameta     | 21 años | 6  | -8  | SC Braga                |
| Diogo Pinto        | Guardameta     | 21 años | 1  | -2  | Sporting CP             |
| Rodrigo Pinheiro   | Defensa        | 22 años | 4  | 0   | FC Famalicão            |
| João Muniz         | Defensa        | 19 años | 5  | 0   | Sporting CP             |
| Chico Lamba        | Defensa        | 22 años | 2  | 0   | FC Arouca               |
| Rafael Rodrigues   | Defensa        | 23 años | 13 | 1   | AVS Futebol SAD         |
| Flávio Nazinho     | Defensa        | 21 años | 5  | 0   | Cercle Brugge           |
| Christian Marques  | Defensa        | 22 años | 4  | 0   | Yverdon-Sport           |
| Lourenço Henriques | Defensa        | 21 años | 0  | 0   | Varzim SC               |
| Rodrigo Gomes      | Defensa        | 21 años | 12 | 3   | Wolverhampton Wanderers |
| Diogo Nascimento   | Centrocampista | 22 años | 3  | 0   | FC Vizela               |
| Mateus Fernandes   | Centrocampista | 20 años | 14 | 3   | Southampton FC          |
| Paulo Bernardo     | Centrocampista | 23 años | 29 | 10  | Celtic FC               |
| Pedro Santos       | Centrocampista | 21 años | 11 | 3   | Moreirense FC           |
| Mathias De Amorim  | Centrocampista | 20 años | 0  | 0   | FC Famalicão            |
| Gustavo Sá         | Centrocampista | 20 años | 7  | 0   | FC Famalicão            |
| João Marques       | Centrocampista | 23 años | 10 | 1   | Gil Vicente FC          |
| Henrique Araújo    | Delantero      | 23 años | 29 | 11  | FC Arouca               |
| Tiago Tomás        | Delantero      | 23 años | 22 | 2   | VfL Wolfsburgo          |
| Geovany Quenda     | Delantero      | 18 años | 4  | 0   | Sporting CP             |
| Carlos Forbs       | Delantero      | 21 años | 12 | 4   | Wolverhampton Wanderers |
| Roger Fernandes    | Delantero      | 19 años | 1  | 0   | SC Braga                |
| Rui Jorge          | Entrenador     | 52 años |    |     |                         |

## Participaciones
Las participaciones de la selección masculina de Portugal se encuentran en la RSSSF.
| Año  | Estado           |
| ---- | ---------------- |
| 1978 | No clasificó     |
| 1980 | No clasificó     |
| 1982 | No participó     |
| 1984 | No clasificó     |
| 1986 | No clasificó     |
| 1988 | No clasificó     |
| 1990 | No clasificó     |
| 1992 | No clasificó     |
| 1994 | Subcampeón       |
| 1996 | Cuartos de final |
| 1998 | No clasificó     |
| 2000 | No clasificó     |
| 2002 | Fase de grupos   |
| 2004 | Tercer puesto    |
| 2006 | Fase de grupos   |
| 2007 | Fase de grupos   |
| 2009 | No clasificó     |
| 2011 | No clasificó     |
| 2013 | No clasificó     |
| 2015 | Subcampeón       |
| 2017 | Fase de grupos   |
| 2019 | No clasificó     |
| 2021 | Subcampeón       |
| 2023 | Cuartos de final |
| 2025 | Cuartos de final |